# Mickaël Buzaré
Mickaël Buzaré est un footballeur français né le 30 juin 1976 à Lesneven (Finistère), qui évoluait au poste d'arrière latéral droit. Il est le joueur le plus capé de l'histoire du Stade lavallois.

## Biographie

### Carrière de joueur
Originaire de Lanhouarneau près de Lesneven, où il débute le football, il intègre le Stade brestois à l'âge de neuf ans. Il y jouera pendant onze ans. Auteur d'une saison pleine en National 1 en 1995-1996 au poste d'attaquant, Mickaël Buzaré rejoint ensuite pour deux saisons le voisin du Stade rennais, sous contrat stagiaire, sans jamais réussir à s'imposer malgré quelques apparitions sur le banc en Division 1. Au début de la saison 1997-1998, les dirigeants de l'équipe réserve du Stade Rennais le reconvertissent en latéral droit. Il dispute 27 matches en CFA cette année-là.
En 1998, alors que le Stade rennais lui propose un contrat pro d'un an et que Wasquehal le courtise, il choisit de signer un contrat pro de 4 ans au Stade lavallois, le voisin mayennais, club où il reste 12 saisons. Le 1er juin 2006 il dispute avec une sélection de l'UNFP un match amical face aux remplaçants de l'équipe de France, qui prépare sa Coupe du Monde à Lens. De 2006 à 2008 il est l'un des deux délégués syndicaux de l'UNFP au sein du Stade lavallois,. En 2008 les entraîneurs de National l'élisent dans l'équipe type de la saison. Au total, Mickaël Buzaré joue 233 matchs en Ligue 2 avec Laval, inscrivant trois buts dans ce championnat.
De 2008 à 2010 il est sélectionné à trois reprises en équipe de Bretagne, avec laquelle il termine troisième de la Corsica Football Cup en 2010.

### Reconversion
Pendant sa carrière de joueur, il étudie par correspondance et obtient en 2008 un DUGOS (diplôme universitaire gestionnaire des organisations sportives), délivré par l'université de Lyon 1. En 2011 il obtient un mastère spécialisé en management du sport à l'ESSEC, puis travaille trois ans pour deux équipementiers sportifs (Umbro et Airness), comme responsable sponsoring et chargé de communication.
À partir du 30 mars 2014, il est conseiller municipal de Laval dans la majorité de François Zocchetto (alliance de la droite et du centre), chargé de la compétition, des événements sportifs et du sport de haut niveau. Il quitte son poste en décembre 2019. De juin 2014 à 2017, il est membre du directoire du Stade lavallois, et responsable du recrutement et du marketing à partir de septembre 2015. Il quitte ses fonctions lors de la descente du club en National, en 2017.
Il intègre alors la FFF, comme « Team Manager » de l'équipe de France espoirs et responsable du service des sélections nationales.

## Parcours
- 1985-1996 : Stade brestois  France (Jeunes, puis National 1)
- 1996-1998 : Stade rennais  France (D1)
- 1998-2010 : Stade lavallois  France (D2/L2 et National)[15]